# Hoyos del Collado
Hoyos del Collado – gmina w Hiszpanii, w prowincji Ávila, w Kastylii i León, o powierzchni 9,88 km². W 2011 roku gmina liczyła 35 mieszkańców.